# NGC 3604
NGC 3604 = NGC 3611 ist eine Spiralgalaxie mit ausgedehnten Sternentstehungsgebieten vom Hubble-Typ Sa im Sternbild Löwe auf der Ekliptik. Sie ist schätzungsweise 66 Millionen Lichtjahre von der Milchstraße entfernt und hat einen Durchmesser von etwa 40.000 Lichtjahren. Möglich ist eine gravitative Bindung mit PGC 34476. Sie gilt als Mitglied der NGC 3640-Gruppe (LGG 233).
Im selben Himmelsareal befindet sich u. a. die Galaxie NGC 3601.
Das Objekt wurde am 30. Dezember 1786 von William Herschel entdeckt.